# Alpaida trispinosa
Alpaida trispinosa är en spindelart som först beskrevs av Eugen von Keyserling 1892.  Alpaida trispinosa ingår i släktet Alpaida och familjen hjulspindlar. Inga underarter finns listade i Catalogue of Life.